# Ecodiari
Ecodiari és un diari digital que informa principalment sobre la realitat ecològica de la regió catalana. Va ser fundat el 14 d'abril de 2008 pel periodista Xavier Borràs. Es centra en el tema central de l'ecologia política, i és l'única publicació ecologista, digital, catalana i independent.
És dels únics diaris digitals catalans que tracten el tema. Es va crear com a herència de la revista Userda de l'esperit del Moviment Ecologista Català (MEC). La finalitat d'aquest diari és informar a la població sobre la realitat ecològica, i conscienciar sobre el respecte al medi. També proposa una sèrie d'alternatives per fer més sostenible el nostre entorn. Parla sobre la importància de la utilització d'energies renovables en comptes de les no renovables, sobre campanyes ecologistes als ajuntaments de Catalunya, sobre la protecció de l'entorn general o sobre la promoció del transport públic, entre d'altres.